# Championnat de Moldavie de football 1998-1999
Navigation
Championnat de Moldavie 1997-1998 Championnat de Moldavie 1999-2000
Le Championnat de Moldavie de football 1998-1999 est la 8e édition de ce championnat.

## Saison régulière[1]
| Rang | Équipe                        | Pts | J  | G  | N | P  | Bp | Bc | Diff |
| ---- | ----------------------------- | --- | -- | -- | - | -- | -- | -- | ---- |
| 1    | FC Zimbru Chișinău            | 45  | 18 | 14 | 3 | 1  | 31 | 4  | +27  |
| 2    | Constructorul-93 Chișinău     | 34  | 18 | 10 | 4 | 4  | 20 | 9  | +11  |
| 3    | Tiligul-Tiras Tiraspol        | 31  | 18 | 9  | 4 | 5  | 22 | 19 | +3   |
| 4    | Sheriff Tiraspol              | 28  | 18 | 7  | 7 | 4  | 30 | 17 | +13  |
| 5    | FC Olimpia Bălți              | 27  | 18 | 7  | 6 | 5  | 13 | 10 | +3   |
| 6    | Agro Chișinău                 | 18  | 18 | 4  | 6 | 8  | 13 | 24 | -11  |
| 7    | Sindicat Moldova-Gaz Chișinău | 18  | 18 | 5  | 3 | 10 | 15 | 29 | -14  |
| 8    | Nistru Otaci -1               | 18  | 18 | 5  | 4 | 9  | 17 | 18 | -1   |
| 9    | Roma Balti                    | 16  | 18 | 5  | 1 | 12 | 11 | 25 | -14  |
| 10   | Unisport-Auto Chișinău        | 13  | 18 | 3  | 4 | 11 | 12 | 29 | -17  |

## 2etour

### Groupe A
| Rang | Équipe                    | Pts | J  | G  | N  | P  | Bp | Bc | Diff |
| ---- | ------------------------- | --- | -- | -- | -- | -- | -- | -- | ---- |
| 1    | FC Zimbru Chișinău        | 61  | 26 | 18 | 7  | 1  | 43 | 9  | +34  |
| 2    | Constructorul-93 Chișinău | 51  | 26 | 15 | 6  | 5  | 30 | 13 | +17  |
| 3    | Tiligul-Tiras Tiraspol    | 39  | 26 | 11 | 6  | 9  | 26 | 27 | -1   |
| 4    | Sheriff Tiraspol          | 37  | 26 | 9  | 10 | 7  | 39 | 24 | +15  |
| 5    | FC Olimpia Bălți          | 30  | 26 | 7  | 9  | 10 | 14 | 22 | -8   |

|  | Champion |

### Groupe B
| Rang | Équipe                        | Pts | J  | G  | N | P  | Bp | Bc | Diff |
| ---- | ----------------------------- | --- | -- | -- | - | -- | -- | -- | ---- |
| 6    | Sindicat Moldova-Gaz Chișinău | 37  | 26 | 11 | 4 | 11 | 24 | 33 | -9   |
| 7    | Roma Balti                    | 29  | 26 | 8  | 5 | 13 | 17 | 27 | -10  |
| 8    | Agro Chișinău                 | 27  | 26 | 6  | 9 | 11 | 15 | 31 | -16  |
| 9    | Unisport-Auto Chișinău        | 27  | 26 | 7  | 6 | 13 | 16 | 37 | -21  |
| 10   | Nistru Otaci -1               | 18  | 26 | 5  | 4 | 17 | 17 | 18 | -1   |

|  | Relégué |

## Bilan de la saison
| Tableau d'Honneur                   |                    |
| Compétition                         | Vainqueur          |
| Championnat de Moldavie de football | FC Zimbru Chișinău |
| Coupe de Moldavie de football       | Sheriff Tiraspol   |

| Promotions et relégations   |                    |
| Relégués en Divizia A       | Nistru Otaci       |
| Promus en Divizia Națională | Energetic Dubasari |